# Карл (самоходная мортира)
Самоходная мортира «Карл» (нем. Gerät 040 — изделие 040; после модернизации — нем. Gerät 041) — немецкая тяжёлая самоходная мортира периода Второй мировой войны. Всего было построено семь экземпляров. Использовались при штурме крепостей и сильно укреплённых позиций противника.

## История создания
История самоходной мортиры «Карл» началась в 1935 году с заказа фирме «Рейнметалл-Борзиг» мортиры калибра 600 мм, которая могла выпускать снаряды весом до двух тонн на расстояние четыре тысячи метров. Разработка началась в марте 1936 года. В начале 1937 были представлены проекты. Проектирование велось под руководством генерала от артиллерии Карла Беккера, поэтому машина, имевшая заводской индекс Gerät 040 (изделие 040), получила полуофициальное имя «Карл». Внушительная мортира, весившая порядка 55 тонн, забрасывала двухтонные снаряды на расстояние до 3000 м. Столь впечатляющее орудие имело только один существенный недостаток — громоздкость, поэтому в том же году начались работы по созданию для него самоходного лафета. Когда лафет был разработан, общий вес артсистемы достиг 97 т. После получения конструкторами задания забронировать лафет, масса установки поднялась уже до 126 т. Также модернизировали ствол орудия, доведя его длину до 5108 мм и подняв тем самым дальнобойность до 4000 м. Первые две установки имели 8-ми катковую ходовую часть. Остальные 5 имели уже по одиннадцать катков в подвеске на борт.
Фирма «Рейнметалл-Борзиг» изготовила семь самоходных мортир. Поскольку установки были единичными изделиями, каждая из них получила собственное имя:
- I — «Адам» (нем. Adam), позднее переименована в «Бальдур» (нем. Baldur);
- II — «Ева» (нем. Eva), позднее переименована в «Вотан» (нем. Wotan);
- III — «Один» (нем. Odin);
- IV — «Тор» (нем. Thor);
- V — «Локи» (нем. Loki);
- VI — «Циу» (нем. Ziu);
- VII — «Фенрир» (нем. Fenrir) — прототип — не участвовал в боях.

Первая установка была представлена Wa Pruef 4 ко 2 июля 1940, хотя окончательно Адам была готова только к 25 февраля 1941. Ева была закончена 27 февраля, Один — 15 марта, Тор — 10 апреля, Локи — 15 мая, Циу — 1 июля. Фенрир собрали в 1942 году. На ней прорабатывалась и испытывалась установка 54-см орудия.

## Описание конструкции

### Корпус
Установка имеет сварной корпус, усиленный рёбрами жёсткости. Его размеры: длина - 10750 мм, ширина - 2100 мм, высота - 1780 мм. Корпус разделён перегородками на четыре отделения: отделение управления, моторно-трансмиссионное, боевое и кормовой отсек.
Отделение управление расположено слева по ходу машины в носовой части над моторно-трансмиссионным отделением. Здесь были размещены сидение механика-водителя, приборный щиток и приводы управления. Топливные баки помещены снаружи, вдоль бортов корпуса. Ёмкость топливных баков - 1250 л. За МТО расположено боевое отделение в котором на станке установлена 600 мм мортира. В кормовом отсеке расположен редуктор для опускания машины на днище.

### Ходовая часть
Уникальной особенностью этого орудия является наличие у него гусеничной части, с помощью которой орудие могло самостоятельно передвигаться на короткие расстояния со скоростью до 10 км/ч. В носовой части корпуса был установлен 12-цилиндровый рядный дизельный двигатель жидкостного охлаждения Daimler-Benz 507 мощностью 750 л. с. (или дизель МВ-503А макс.мощностью 675 л.с. при 2300 об/мин), и гидромеханическая трансмиссия с тремя включаемыми по очереди гидротрансформаторами системы Феттингера. Двухступенчатый планетарный механизм поворота оборудован пневматическим сервоприводом. Непосредственно ходовая часть серийных машин несколько отличалась от ходовой части прототипа и применительно к одному борту состояла из одиннадцати опорных катков малого диаметра с индивидуальной торсионной подвеской, пяти поддерживающих роликов, ленивца заднего расположения и переднего ведущего колеса. Ширина гусеничной ленты цевочного зацепления составляла 500 мм, площадь опоры — 7 м².
Для обеспечения необходимой устойчивости при стрельбе и разгрузки подвески машина перед стрельбой опускалась днищем на грунт. Для этого торсионная подвеска опорных катков гусеничной ходовой части была связана с расположенным в корме механизмом опускания машины на грунт. Приводимый в действие от двигателя редуктор посредством рычажной системы поворачивал на определённый угол противоположные балансирам концы торсионов. Перевод машины из походного положения в боевое (с опусканием машины на землю) занимал 10 минут.

### Артиллерийская часть

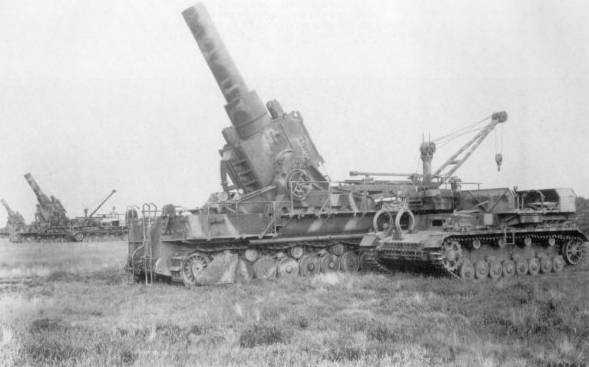
Самоходные мортиры «Карл» на огневой позиции. Установки вооружены мортирами калибром 540 мм

Артиллерийская часть машины представляла собой 600-мм нарезную мортиру, установленную в станке в середине корпуса. Ствол мортиры — моноблок. Замок клиновой горизонтальный, с цилиндро-призматическим клином. С помощью подъёмных механизмов обеспечивалось достижение максимального угла возвышения ствола +70°, угол горизонтальной наводки составлял 4°. Механизмы наводки приводились в действие вручную. Для погашения сильной отдачи мортиры была разработана двухступенчатая система отката — при выстреле происходил откат не только ствола в люльке, но и всего станка в корпусе машины.
Для стрельбы были разработаны лёгкий и тяжёлый бетонобойные снаряды с весом 1700 кг (в том числе 280 кг взрывчатых веществ) и 2170 кг (в том числе 348 кг взрывчатых веществ), а также фугасный (нем. Sprenggranate) массой 1250 кг (в том числе 460 кг взрывчатых веществ).
Бетонобойный снаряд весом 2170 кг выстреливался с начальной скоростью 220 м/с и пробивал бетонную стену толщиной от 3 до 3,5 м или стальную плиту толщиной 450 мм. Начальная скорость фугасного снаряда составляла 283 м/с, стрельба им велась на дальность в 6 700 м. Максимальное время полёта снарядов составляло 49 секунд.
Скорострельность орудия составляла один выстрел в 10 минут.
Боекомплект орудия составлял восемь выстрелов раздельно-гильзового заряжания (заряд постоянный) и перевозился на транспортёрах боеприпасов, специально сконструированных на базе танка PzKpfw IV. (Munitionschlepper Pz.Kpfw. lV Ausf. F) Каждый транспортёр имел 2,5-тонный кран, который поднимал снаряды и укладывал их на лоток мортиры. На лотке помещалось три снаряда.
В 1943 году по крайней мере две мортиры («Локи» и «Тор») после выработки гарантийного ресурса получили взаимозаменяемые 540-мм стволы длиной 11,5 калибра. После модернизации установки стали обозначаться «Gerät 041». Снаряды этих мортир массой 1580 кг (бетонобойный) и 1250 кг (фугасный) выстреливались на дальность до 10 400 м. В остальном характеристики установки остались без изменений. Такими стволами было перевооружено по крайней мере четыре мортиры (Локи, Тор, Адам и Фенрир).

### Транспортировка

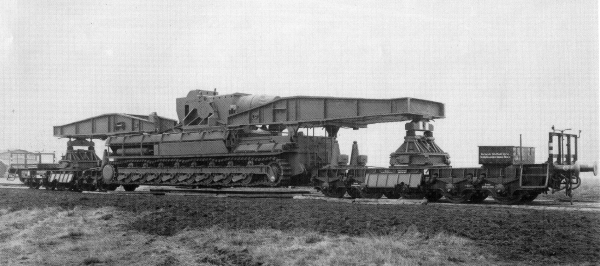
Транспортировка самоходной мортиры «Карл» по железной дороге.

Используя самоходный лафет, мортира могла самостоятельно маневрировать со скоростью до 10 км/ч, однако запас хода установки был весьма ограничен. При перевозке по железной дороге установка подвешивалась между двумя специально оборудованными пятиосными платформами. По шоссе машина перевозилась в разобранном виде на трейлерах. С этой целью установка разбиралась на четыре части:
- повозка ствола весом 42 т;
- верхний лафет весом 41,8 т;
- мост и ходовая часть весом 21,6 т;
- самоходный лафет весом 82,3 т.

При этом самоходный лафет устанавливался на шестиосный трейлер, а для перевозки остальных частей использовались три четырёхосных платформы.

## Служба и боевое применение

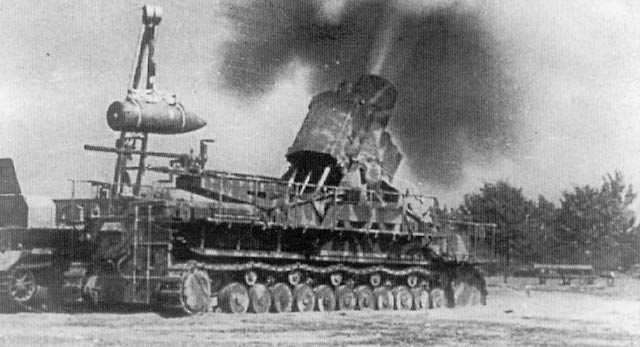
Самоходная мортира «Карл» (установка «Циу») ведёт огонь по восставшей Варшаве, август 1944 года

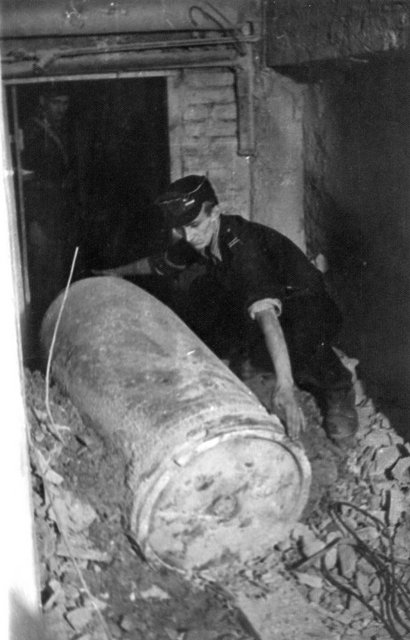
Бетонобойный снаряд «Карла»

Самоходные мортиры «Карл» состояли на вооружении 628-го и 833-го дивизионов артиллерии особой мощности вермахта (по три орудия в каждом дивизионе; позднее одна мортира была передана из 628-го в 833-й дивизион, в котором сформировали две батареи по два орудия). Тактически орудия этого типа предназначались для разрушения сильно укреплённых фортификационных сооружений, в частности, фортов французской линии Мажино. Однако из-за скоротечности французской кампании машины так и не были применены для её штурма — к окончанию кампании был готов только прототип машины, да и штурмовать линию Мажино в конечном итоге не понадобилось.

### Против Брестской крепости
1-ю батарею 833-го дивизиона («Адам», «Ева» и 60 снарядов) доставили в расположение 17-й армии (группа армий «Юг»), а 2-ю батарею («Тор» и «Один» и 36 снарядов) перевезли в Тересполь и придали группе армий «Центр». Батарея должна была участвовать в штурме Брестской крепости.
В боевых условиях мортиры были впервые применены 22 июня 1941 года — «Один» и «Тор» в составе батареи 833-го дивизиона неоднократно обстреливали Брестскую крепость. При этом в первый день применения после нескольких выстрелов в обеих установках произошло заклинивание снарядов и потребовалось время на устранение этой неполадки.
1-ю батарею, действовать которой предстояло в составе 4-го корпуса 17-й армии, доставили по железной дороге к Перемышлю. Двигаясь уже своим ходом к огневым позициям одна из самоходок — «Ева» — потерпела аварию (сломалась гусеница) и в боях не участвовала. Мортира «Адам» выпустила лишь 4 снаряда против советских фортификационных укреплений, так называемой «Линии Молотова», сопровождая своим огнём атаку 295-й пехотной дивизии. Охрану позиций «Карлов» поручили роте из состава этой же дивизии.
В рапорте от 23 июня 1941 года командование корпуса отметило отсутствие необходимости в дальнейшем использовать батарею «Карлов», обратив внимание на технические трудности использования этих самоходных орудий. В итоге 1-ю батарею отправили обратно в Германию.
Более подробные сведения обнаружены по части боевого применения 2-й батареи 833-го дивизиона, приданного 12-му пехотному корпусу 2-й танковой группы. Огневые позиции батареи находились под Тересполем у границы с Белоруссией на реке Западный Буг (с другой стороны реки находится город Брест).
О подготовке батареи к боевым действиям известно из рапорта, датированного 2 мая 1941 года. Рапорт описывает развертывание батареи для обстрела цитадели Брестская крепость:

Возможные места выгрузки, маршруты движения, огневые позиции, цели и наблюдаемые пункты разведаны к 1 мая:
- Места выгрузки: два орудия разгружаются краном на ж/д станции Тересполь и собираются непосредственно на ж/д полотне. Место сборки следует укрыть от наблюдателей с вышек. Все работы по разгрузке и сборке необходимо выполнить за 1 ночь.
- Все остальные элементы разгружаются на ж/д станции в 40 км западнее Тересполя, где есть капитально построенные платформы.

Первый состав с мортирами пришел на станцию выгрузки вечером 18 июня. Первая же мортира была собрана в ночь с 19 на 20 июня 1941 г. Вторая мортира была выгружена в ночь с 20 на 21 июня. Обе мортиры заняли позиции южнее Тересполя.
22 июня орудие № IV «Тор» выпустило 3 снаряда. Трудности возникли при подготовке к 4-му выстрелу, выстрел произвести не удалось. Мортира № III «Один» выпустила 4 снаряда, пятый выстрел сделать не удалось из-за дефекта снаряда. Разрядить оба орудия с заклиненными в казённиках снарядами удалось к вечеру 22 июня.
23 июня «Один» выпустил 7 снарядов, «Тор» не стрелял, по причине поломки. Утром 24 июня «Тор» произвёл 11 выстрелов, «Один» — 6 выстрелов.
Всего израсходован 31 снаряд. Осталось 5 снарядов, три из которых не могут быть использованы для стрельбы.

В дневнике начальника немецкого Генштаба Гальдера за 24 июня 1941 года значится выдача указаний генералу артиллерии Бранду выяснить эффективность огня установок «Карл» по району Бреста. 28 июня отчёт генерала Бранда был оглашён, действие артиллерийских систем «Карл» было признано весьма эффективным.
После взятия Брестской крепости удалось установить, что бетонные бункеры прямых попаданий вообще не получили. Размер воронок в грунте в радиусе 15 метров, в глубину 5 метров. Два снаряда не разорвались. При взрыве облако дыма и пыли поднималось на высоту 170 метров.
Отчёт об использовании мортир «Карл» был подан лично Адольфу Гитлеру.

### Против укреплений Севастополя
6 августа 1941 года 833-й дивизион перевооружен на 8 буксируемых мортир и отправлен на Восточный фронт. Мортиры «Карл» использовались при осаде Севастополя, совместно со сверхтяжёлым железнодорожным артиллерийским орудием «Дора».
Одну мортиру (скорее всего «Адам») после ремонта отправили в Тересполь для показа Бенито Муссолини, находившемуся в то время на Восточном фронте.
В рамках подготовки к атаке на Севастополь, запланированной на начало лета, 18 февраля 1942 года 833-му тяжелоартиллерийскому батальону было приказано сформировать батарею Карлов с 2 орудиями «Тор» и «Один». Чтобы свести к минимуму потери от советского огня, прежде чем они смогут перейти в боевое положение, для каждой гаубицы вырыты замаскированные окопы длиной 15 метров, шириной 10 метров и глубиной 3 метра. 20 мая 1942 года 11-я армия сообщила, что на фронте оба орудия и 73 тяжелых и 50 легких бетонобойных снарядов. 54-й  армейский корпус доложил, что 19 тяжелых снарядов выпущены 2 - 6 июня, 54 - 7 июня и все 50 легких снарядов 8 - 13 июня.  До конца месяца доставлены еще 29 тяжелых и 50 легких  снарядов. Все 50 легких снарядов выпущены 30 июня и 25 тяжелых — на следующий день. 197-ю из этих снарядов обстреляны две 305-миллиметровые двухствольные бронированные башни 30-й батареи береговой обороны, хотя поразили только одну башню и выбили электричество во второй, которая была отремонтирована. 19 июля 1942 года батарее Карлов приказано отправить орудия для ремонта в Хиллерслебен.
В мемуарах Г. Бидермана, на тот момент ефрейтора 14-й роты 437-го пехотного полка, командира 37-мм противотанкового орудия, описана применение орудия "Мы прибыли на свои позиции 5 июня, поспешно окопались всего лишь в 100 метрах от передовых русских постов. Мы воспользовались захваченным русским тягачом, чтобы подтащить орудие к огневой позиции. По пути к этой точке мы прошли мимо тяжелого 600-миллиметрового орудия с особенно коротким стволом и, осмотрев это орудие, пришли к выводу, что оно для нас ново. Нам сказали, что орудие используется на Севастопольском фронте конкретно против «Максима Горького». Во время стрельбы можно было видеть в полете гигантские снаряды, и солдаты-ополченцы немедленно окрестили их «летающими гробами».":

### Против Варшавы
В августе 1944 года установка «Циу» обстреливала Варшаву во время подавления Варшавского восстания.

### Дальнейшая судьба
Летом 1944 года установка «Тор» была серьезно повреждена в ходе авианалёта. Позднее её обломки были захвачены наступающими войсками союзников. В начале 1945 года мортиры под именами «Вотан» (ранее носившая название «Ева») и «Локи» были взорваны экипажем и в разбитом виде захвачены армией США. Им же досталась и опытная установка «Фенрир», которая после испытаний на Абердинском полигоне была сдана на лом. Машина под именем «Один» так же была взорвана по причине невозможности эвакуации. Установка «Циу» стала трофеем Красной армии, захватившей её 20 апреля 1945 года в районе городка Йютербог. Судьба ещё одной САУ остаётся неизвестной.

## Оценка проекта
Советские специалисты тщательно изучали захваченную самоходную мортиру. Результаты исследований мортиры публиковались в различной научно-технической литературе. Так в журнале "Вестник танковой промышленности" от января 1948 года описываются основные особенности данной артиллерийской установки:

1. "Заряжание раздельно-гильзовое. Это обусловило значительное упрощение конструкции затвора мортиры по сравнению с затворами мортир, рассчитанных на картузное заряжание.
2. Затвор - клиновой горизонтальный, открывается и закрывается вручную. Такой затвор более прост по устройству и изготовлению, чем затвор поршневой.
3. Откат для поглощения энергии отдачи при выстреле - двойной. Благодаря этому повышается устойчивость установки при выстреле и уменьшается длина отката ствола.
4. Стрельба из мортиры ведётся в пределах углов возвышения 59° - 70°20′.
5. Установка имеет малый угол горизонтального обстрела [4° (±2°)], так как почти весь верхний станок размещён внутри корпуса. Следовательно для переноса огня по горизонту необходимо разворачивать всю установку, что является её недостатком.
6. Применение обойменной люльки (вместо коробчатой) позволяет уменьшить плечо динамической пары откатывающихся частей до нуля. Это способствует повышению устойчивости установки при стрельбе.
7. Возможность ведения стрельбы только при углах возвышения от 59° до 70°20′ позволяет обходиться без механизма переменной длины отката противооткатных устройств. Результат - упрощение конструкции этих устройств.
8. Положение центра тяжести качающейся части сведено к оси цапф, которые отнесены назад. Это позволило не усложнять конструкцию применением уравновешивающего механизма.
9. Наличие механизма для приведения качающейся части в положение для заряжания, механизма для досылки снаряда с лотка и подъёмного крана на специальной машине позволяет расчёту производить заряжание мортиры своими силами.
10. Возможность заряжания только в одном положении качающейся части при угле возвышения 0° увеличивает время, потребное для выстрела, тем самым снижая скорострельность установки.
11. Благодаря применению блокировочных механизмов упрощается эксплуатация мортиры, кроме того, мортира и ряд её механизмов предохраняются от поломок в случае невнимательности расчёта.
12. Приводы у всех механизмов - ручные, что значительно упрощает их конструкцию и изготовления. Однако скорострельность мортиры уменьшается.
13. Большие диаметры маховиков механизмов вертикального и горизонтального наведения способствуют более точной наводке и уменьшению прикладываемых усилий."

Как можно заметить, советские специалисты в целом положительно оценивают данную установку. Отмечается её простота, надёжность, технологичность и продуманность конструкторских решений. Несмотря на саму неординарную концепцию сверхмощной самоходной мортиры и её нетривиальный внешний вид, общие оценки советских военных также можно считать положительными:
"Выводы
1. Самоходная мортира выполняла следующие тактические задачи: разрушение сильных бронированных и железобетонных сооружений на близких дистанциях огнём с места.
2. Применение самоходного лафета позволило увеличить калибр мортиры до 600 мм.
3. Установка орудия сверхмощного калибра на самоходном лафете даёт возможность значительно упростить конструкцию и облегчает эксплуатацию. При этом достигаются следующие преимущества: а) упрощается перевозка, т.е. количество транспортов уменьшается до одного; б) отпадает надобность в разборке и сборке системы при передвижениях; в) по сравнению с мощными орудиями на полевом лафете сокращается время перехода из походного положения в боевое и обратно.
4. Размещение мортиры внутри корпуса установки позволяет уменьшить её габариты и высоту линии огня до 3350 мм."

## Сохранившиеся экземпляры
На сегодняшний день сохранилась одна установка  «Карл». Считалось, что это установка № VI «Ziu», захваченная частями РККА. Ныне она экспонируется в музее бронетанкового вооружения и техники в Кубинке (Московская область) в крытом ангаре №6.
Однако во время реставрации под слоем краски с названием «Ziu» нашли надпись «Adam», и после реставрации оставили на корпусе именно это имя,  что породило вопрос, какую именно установку захватила Красная армия — «Адам» или «Циу».

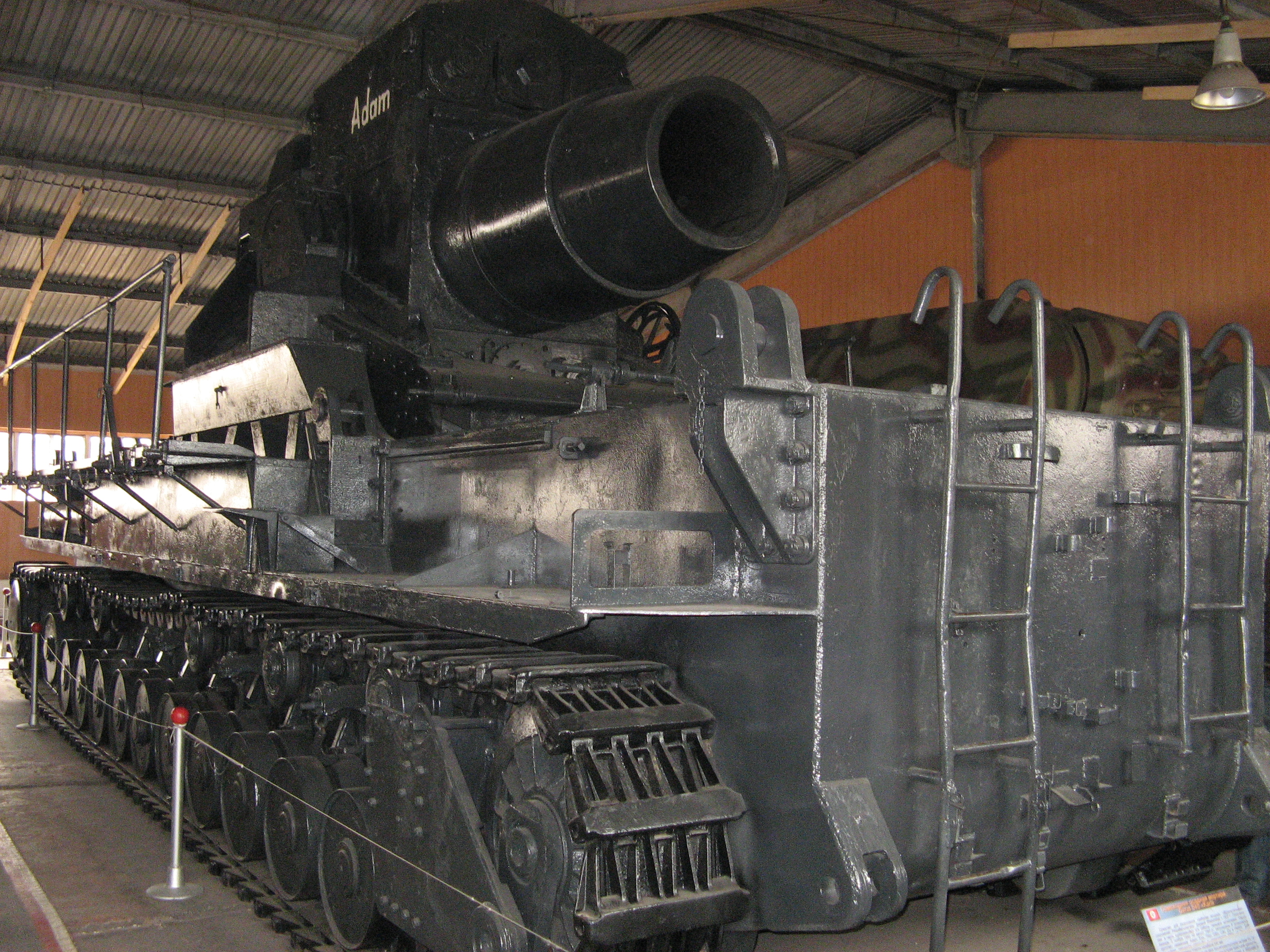
Вид спереди
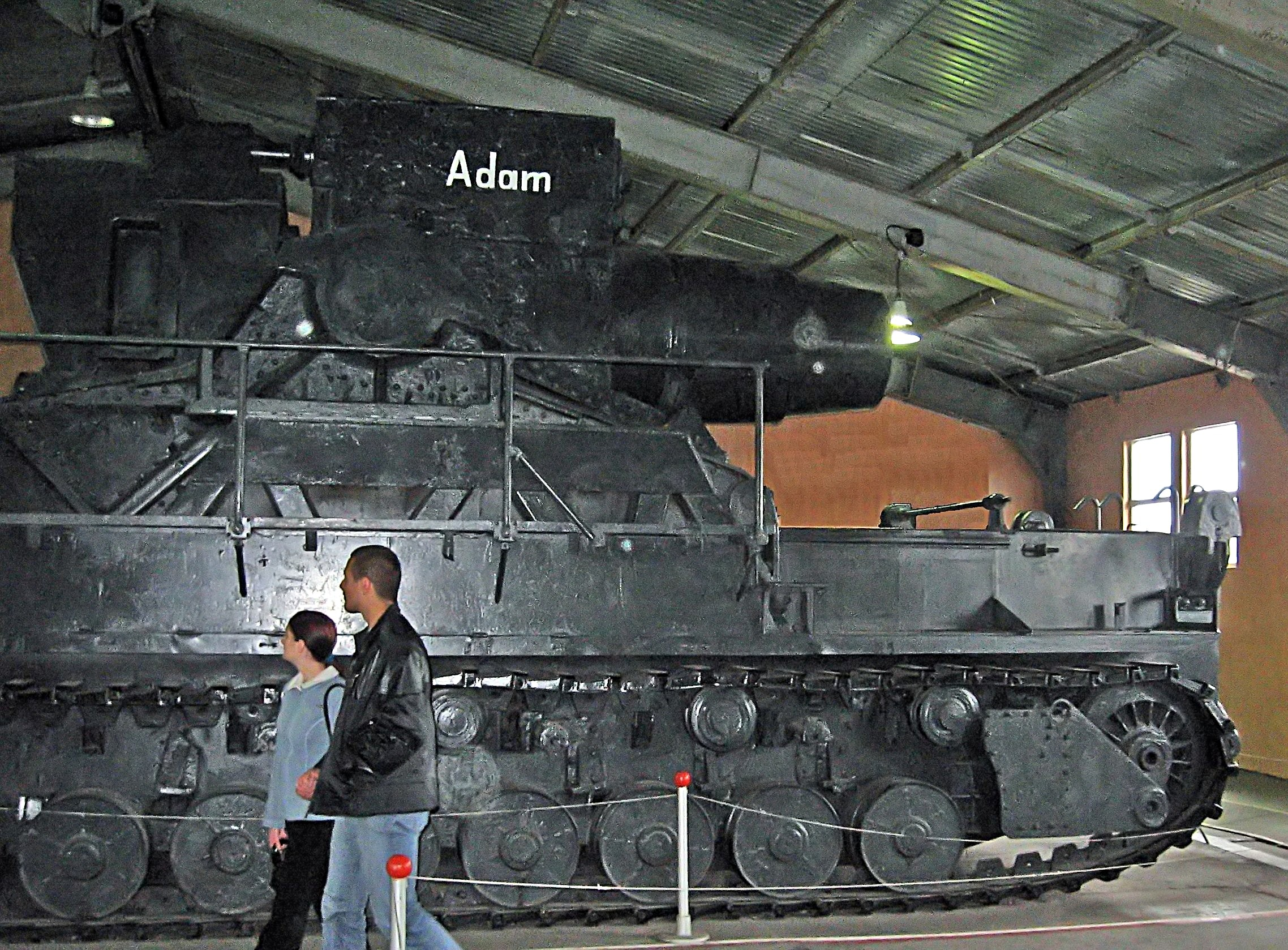
Вид с правого борта
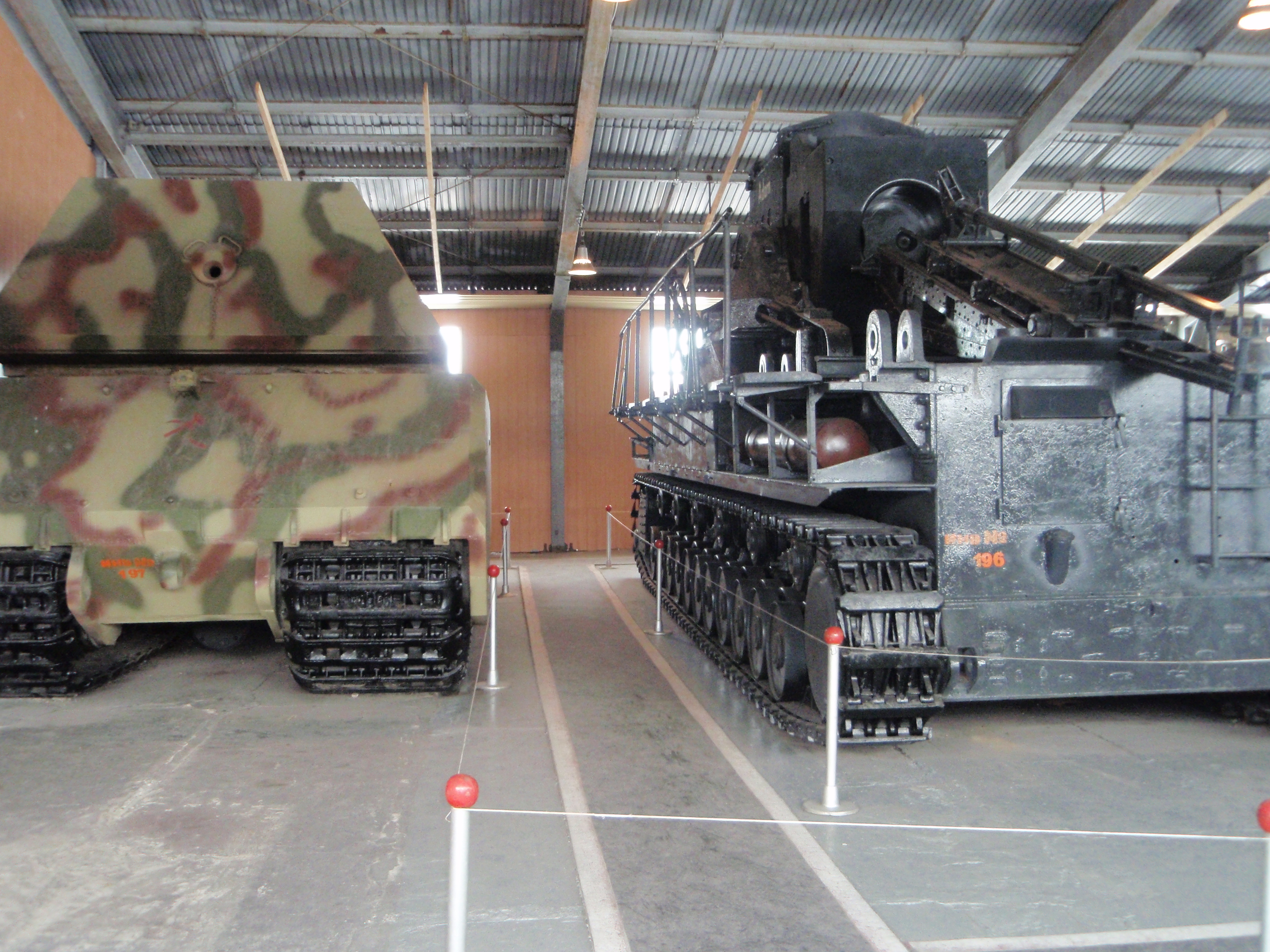
Вид с кормы. Слева — корма сверхтяжёлого танка Maus